# Fahad Khamees
Fahad Khamees Mubarak (Dubai, 24 de janeiro de 1962) é um ex-futebolista emiratense, que atuava como atacante.

## Carreira
Fahad Khamees integrou a histórica Seleção Emiratense de Futebol da Copa do Mundo de 1990, sendo o capitão da equipe. 